# 上秋津
上秋津（かみあきづ）は、和歌山県田辺市の町丁。2020年3月末現在の人口は3,165人。郵便番号は646-0001。本項ではかつて同区域に存在した西牟婁郡上秋津村（かみあきづむら）についても記す。

## 地理
田辺市中心部の北方、右会津川の中流域にあたる。西で稲成町・秋津町、南で下万呂・中万呂・上万呂・下三栖・中三栖、東で上三栖・長野、北で秋津川・上芳養に接する。和歌山県道29号田辺龍神線が右会津川に沿って南北に縦断し、和歌山県道209号長野上秋津線が東に分岐する。

### 山岳
- 衣笠山
- 重善山
- 竜神山
- 三星山
- 高尾山

### 河川
- 右会津川
- 久保田川
- 稲屋川
- 佐向谷川

## 歴史

### 町名の由来
湊・水門の神である速秋津彦・速秋津姫による。

### 沿革
- 幕末 - 牟婁郡上秋津村が存在。「旧高旧領取調帳」の記載によると紀州藩附家老安藤氏領。
- 慶応4年1月24日（1868年2月17日） - 安藤氏領が立藩して田辺藩領となる。
- 明治4年7月14日（1871年8月29日） - 廃藩置県により田辺県の管轄となる。
- 明治4年11月22日（1872年1月2日） - 和歌山県の管轄となる。
- 1879年（明治12年）1月20日 - 所属郡が西牟婁郡に変更。
- 1889年（明治22年）4月1日 - 町村制の施行により、近世以来の上秋津村が単独で自治体を形成。
- 1956年（昭和31年）9月30日 - 上秋津村が中芳養村・上芳養村・秋津川村・三栖村・長野村と合併して牟婁町が発足。同町の大字となる。
- 1964年（昭和39年）10月15日 - 牟婁町が田辺市に編入。同市の大字となる。
- 1957年（昭和32年）社団法人上秋津愛郷会発足し元上秋津村にあった財産を管理運営が始まる。そこから得られた利益は、教育の振興、治山緑化、住民の福祉に使用することが続けられる。

## 交通

### バス
龍神自動車
- 龍神線
  - 本社・あけぼの - 紀南病院 - 紀伊田辺 - 上秋津 - 前平 - 龍神温泉 - 護摩壇山 - 高野山
- 前平線
  - 本社・あけぼの - 紀南病院 - 紀伊田辺 - 佐向谷口 - 前平
- 西原線
  - 本社・あけぼの - 紀南病院 - 紀伊田辺 - 佐向谷口 - 西原

### 道路
- 和歌山県道29号田辺龍神線
- 和歌山県道209号長野上秋津線

## 施設
- 田辺市立上秋津中学校
- 田辺市立上秋津小学校
- 秋津野ガルテン
- 秋津野直売所『きてら』
- 龍神宮
- 磐上神社
- 中宮神社
- 千光院
- 龍光院白浜別院

### 参照
1. ↑  田辺市住民基本台帳人口速報, 2022-01-09閲覧。
2. ↑  郵便番号